# Berlinți
Berlinți è un comune della Moldavia situato nel distretto di Briceni di 2.105 abitanti al censimento del 2004.

## Località
Il comune è formato dall'insieme delle seguenti località (popolazione 2004):
- Berlinți (1.559 abitanti)
- Caracușenii Noi (546 abitanti)